# Сигаевский
Сигаевский — хутор в Кумылженском районе Волгоградской области России. Входит в состав Кумылженского сельского поселения. Население 10 чел. (2010).

## История
Входил в состав Никитинского сельсовета до реформы 2005 года.
В соответствии с Законом Волгоградской области от 14 февраля 2005 года № 1006-ОД «Об установлении границ и наделении статусом Кумылженского района и муниципальных образований в его составе» хутор вошёл в состав образованного Кумылженского сельского поселения.

## География
Расположен в западной части региона, в лесостепи, в пределах Хопёрско-Бузулукской равнины, являющейся южным окончанием Окско-Донской низменности, на р. Суходол.
Уличная сеть не развита.
Абсолютная высота 76 метров над уровнем моря.

## Население
| 2010 |
| ---- |
| 10   |

Гендерный состав
По данным Всероссийской переписи населения 2010 года в гендерной структуре населения из 10 человек мужчин — 7, женщин — 3 (70,0 и 30,0 % соответственно).
Национальный состав
Согласно результатам переписи 2002 года, в национальной структуре населения
русские составляли 100 % из общей численности населения в 3 чел..

## Инфраструктура
Личное подсобное хозяйство.

## Транспорт
Просёлочные дороги.